# Uduszenie
Uduszenie – kara śmierci za większe przestępstwa wykonywana za pomocą liny lub garoty. 
Karę wykonuje się w sposób następujący: skazany siada na krześle, przypina go się pasami śr. grubości ok. 50mm. Wykonawca wyroku przykłada garotę do szyi i dusi się skazanego (w przypadku liny owija się wokół szyi i ciągnie za nią automat powoli lub szybko).